# Commandant of the Marine Corps

Kommandoflagge des Commandant of the Marine Corps

Commandant of the Marine Corps (CMC; deutsch Kommandant des Marinekorps) ist der Generalstabschef des US Marine Corps. Er wird mit Commandant angesprochen.
Der Posten des Commandant wird von einem General des USMC ausgefüllt, welcher damit auch Mitglied der Joint Chiefs of Staff (JCS), des Generalstabs der US-Streitkräfte, ist. Ihm steht als Stellvertreter der Assistant Commandant of the Marine Corps und als höchster Unteroffizier der Sergeant Major of the Marine Corps zur Seite.
Aufgrund der engen Verbundenheit und gemeinsamen Vergangenheit der US Navy und dem US Marine Corps ist der Commandant dem Secretary of the Navy (SECNAV) (dt. etwa: Marineminister) administrativ unterstellt. Operativ untersteht der Commandant nicht dem Chief of Naval Operations, dem Generalstabschef der US Navy, sondern ist wie dieser Teil der Joint Chiefs of Staff.
So wie die anderen Angehörigen der Joint Chiefs ist es die Aufgabe des Commandant, sicherzustellen, dass die Truppen seiner Teilstreitkraft wohl organisiert und einsatzbereit sind, sowie den US-Präsidenten zu beraten. Dabei hat er jedoch keine direkte Befehlsgewalt über Operationen seiner Truppen. Das direkte Kommando der Truppen übernehmen die Kommandeure der Unified Combatant Commands.
Dienstsitz des Stabs des CMC (Headquarters Marine Corps, HQMC) ist seit 1806 der Stützpunkt Marine Barracks in Washington, D.C., die älteste Basis des US Marine Corps.

## Geschichte
Mit der Verabschiedung des Public Law 416, 82nd Congress vom 28. Juni 1952 wurde der Commandant ein stimmberechtigtes Mitglied bei den Stabschefs, wenn es um Sachen ging, die direkt das USMC betrafen. Am 20. Oktober 1978 wurde Sektion 141, Titel 10 des United States Code durch das Public Law 485, 95th Congress ergänzt. Diese Ergänzung beinhaltete nun, dass der Commandant von nun an ein gleichberechtigtes Mitglied der Stabschefs war.
Durch das Public Law 90-22 vom 5. Juni 1967, in Kraft getreten am 1. Januar 1969, welches die Sektion 5201(a), Titel 10 des US Code ergänzte, wurde bestimmt, dass der US-Präsident den Commandant auf Empfehlung und mit dem Wohlwollen des US-Senats für eine vierjährige Amtszeit ernennt. Zudem hat er das Recht ihn in Kriegszeiten für eine weitere vierjährige Amtsperiode zu ernennen.

## Liste der Amtsinhaber
| Nr.     | Name                    | Bild | Beginn der Berufung | Ende der Berufung  |
| ------- | ----------------------- | ---- | ------------------- | ------------------ |
| 39      | Eric M. Smith           |      | 10. Juli 2023       |                    |
| 38      | David H. Berger         |      | 11. Juli 2019       | 10. Juli 2023      |
| 37      | Robert B. Neller        |      | 24. September 2015  | 10. Juli 2019      |
| 36      | Joseph F. Dunford       |      | 17. Oktober 2014    | 24. September 2015 |
| 35      | James F. Amos           |      | 22. Oktober 2010    | 17. Oktober 2014   |
| 34      | James T. Conway         |      | 13. November 2006   | 22. Oktober 2010   |
| 33      | Michael W. Hagee        |      | 13. Januar 2003     | 13. November 2006  |
| 32      | James L. Jones          |      | 1. Juli 1999        | 12. Januar 2003    |
| 31      | Charles C. Krulak       |      | 1. Juli 1995        | 30. Juni 1999      |
| 30      | Carl E. Mundy, Jr.      |      | 1. Juli 1991        | 30. Juni 1995      |
| 29      | Alfred M. Gray Jr.      |      | 1. Juli 1987        | 30. Juni 1991      |
| 28      | Paul X. Kelley          |      | 1. Juli 1983        | 30. Juni 1987      |
| 27      | Robert H. Barrow        |      | 1. Juli 1979        | 30. Juni 1983      |
| 26      | Louis H. Wilson Jr.     |      | 1. Januar 1975      | 30. Juni 1979      |
| 25      | Robert E. Cushman Jr.   |      | 1. Januar 1972      | 31. Dezember 1975  |
| 24      | Leonard F. Chapman, Jr. |      | 1. Januar 1968      | 31. Dezember 1971  |
| 23      | Wallace M. Greene, Jr.  |      | 1. Januar 1964      | 31. Dezember 1967  |
| 22      | David M. Shoup          |      | 1. Januar 1960      | 31. Dezember 1963  |
| 21      | Randolph M. Pate        |      | 1. Januar 1956      | 31. Dezember 1959  |
| 20      | Lemuel C. Shepherd, Jr. |      | 1. Januar 1952      | 31. Dezember 1955  |
| 19      | Clifton B. Cates        |      | 1. Januar 1948      | 31. Dezember 1951  |
| 18      | Alexander A. Vandegrift |      | 1. Januar 1944      | 31. Dezember 1947  |
| 17      | Thomas Holcomb          |      | 1. Dezember 1936    | 31. Dezember 1943  |
| 16      | John H. Russell Jr.     |      | 1. März 1934        | 30. November 1936  |
| 15      | Ben H. Fuller           |      | 9. Juli 1930        | 28. Februar 1934   |
| 14      | Wendell C. Neville      |      | 5. März 1929        | 8. Juli 1930       |
| 13      | John A. Lejeune         |      | 1. Juli 1920        | 4. März 1929       |
| 12      | George Barnett          |      | 25. Februar 1914    | 30. Juni 1920      |
| 11      | William P. Biddle       |      | 3. Februar 1911     | 24. Februar 1914   |
| 10      | George F. Elliott       |      | 3. Oktober 1903     | 30. November 1910  |
| 9       | Charles Heywood         |      | 3. Juni 1891        | 2. Oktober 1903    |
| 8       | Charles G. McCawley     |      | 1. November 1876    | 29. Januar 1891    |
| 7       | Jacob Zeilin            |      | 10. Juni 1864       | 31. Oktober 1876   |
| 6       | John Harris             |      | 7. Januar 1859      | 1. Mai 1864        |
| 5       | Archibald Henderson     |      | 17. Oktober 1820    | 6. Januar 1859     |
| 4       | Anthony Gale            |      | 3. März 1819        | 8. Oktober 1820    |
| Interim | Archibald Henderson     |      | 16. September 1818  | 2. März 1819       |
| 3       | Franklin Wharton        |      | 7. März 1804        | 1. September 1818  |
| 2       | William W. Burrows      |      | 12. Juli 1798       | 6. März 1804       |
| 1       | Samuel Nicholas         |      | 28. November 1775   | 27. August 1783    |